# Rafael Dudamel
Rafael Edgar Dudamel Ochoa (ur. 7 stycznia 1973 w Guamie) – wenezuelski piłkarz występujący na pozycji bramkarza, trener piłkarski.

## Kariera klubowa
Dudamel karierę rozpoczynał w 1990 roku w zespole Universidad de Los Andes. W 1991 roku zdobył z nim mistrzostwo Wenezueli. W 1994 roku odszedł do kolumbijskiego Atlético Huila. W 1996 roku wrócił do Wenezueli, gdzie został graczem klubu Deportivo Unicol. Grał tam do końca sezonu 1995/1996.
Następnie Dudamel ponownie wyjechał do Kolumbii, tym razem by grać w tamtejszym Independiente Santa Fe. W 1996 roku dotarł z nim do finału Copa CONMEBOL. W 1998 roku odszedł do Deportivo Cali. W tym samym roku zdobył z tym klubem mistrzostwo Kolumbii. W 1999 roku dotarł z nim natomiast do finału Copa Libertadores.
W 2001 roku Dudamel przeszedł do Millonarios FC. W tym samym roku wygrał z nim rozgrywki Copa Merconorte. W 2002 roku przeniósł się do UA Maracaibo, z którym w 2003 roku wywalczył wicemistrzostwo Wenezueli. W 2004 roku został graczem kolumbijskiej drużyny Cortuluá. Spędził tam sezon 2004.
Potem Dudamel grał w Deportivo Táchira, a w 2005 roku trafił do południowoafrykańskiego Mamelodi Sundowns. W 2006 roku zdobył z nim mistrzostwo RPA. W 2007 roku wrócił do Wenezueli, do Estudiantes Mérida. Następnie występował w Américe Cali, ponownie Estudiantes Mérida oraz Américe Cali, znowu Estudiantes Mérida oraz Realu Esppor. W 2010 roku zakończył karierę.

## Kariera reprezentacyjna
W reprezentacji Wenezueli Dudamel zadebiutował w 1993 roku. W tym samym roku po raz drugi wziął udział w Copa América, zakończonym przez Wenezuelę na fazie grupowej. Wystąpił na nim tylko w spotkaniu z Ekwadorem (1:6). Dwa lata wcześniej, w 1991 roku, podczas debiutu na turnieju Copa América, nie rozegrał na nim żadnego meczu, a Wenezuela pożegnała się z turniejem po fazie grupowej.
W 1995 roku Dudamel po raz trzeci został powołany do kadry na Copa América. Zagrał na nim tylko w meczu z Urugwajem (1:4), a Wenezuela znowu odpadła z rozgrywek po fazie grupowej.
10 września 1996 roku w przegranym 2:5 pojedynku eliminacji Mistrzostw Świata 1998 z Argentyną strzelił swojego jedynego gola w drużynie narodowej.
W 1997 roku po raz czwarty znalazł się w drużynie na Copa América. Na tamtym turnieju, który Wenezuela zakończyła na fazie grupowej, zaliczył 3 pojedynki: z Boliwią (0:1), Urugwajem (0:2) i Peru (0:2).
W 2001 roku Dudamel po raz ostatni wziął udział w Copa América. Zagrał na nim w meczach z Kolumbią (0:2), Chile (0:1) i Ekwadorem (0:4), a Wenezuela odpadła z turnieju po fazie grupowej.
W latach 1993–2010 w drużynie narodowej Dudamel rozegrał łącznie 56 spotkań i zdobył 1 bramkę.